# Neolaparus aulicus
Neolaparus aulicus är en tvåvingeart som först beskrevs av Christian Rudolph Wilhelm Wiedemann 1828.  Neolaparus aulicus ingår i släktet Neolaparus och familjen rovflugor. Inga underarter finns listade i Catalogue of Life.